# Hermann Feurich
Hermann Heinrich Feurich (* 26. November 1854 in Leipzig; † 15. Mai 1925 ebenda) war ein deutscher Klavierbauer und Kommerzienrat.

## Leben

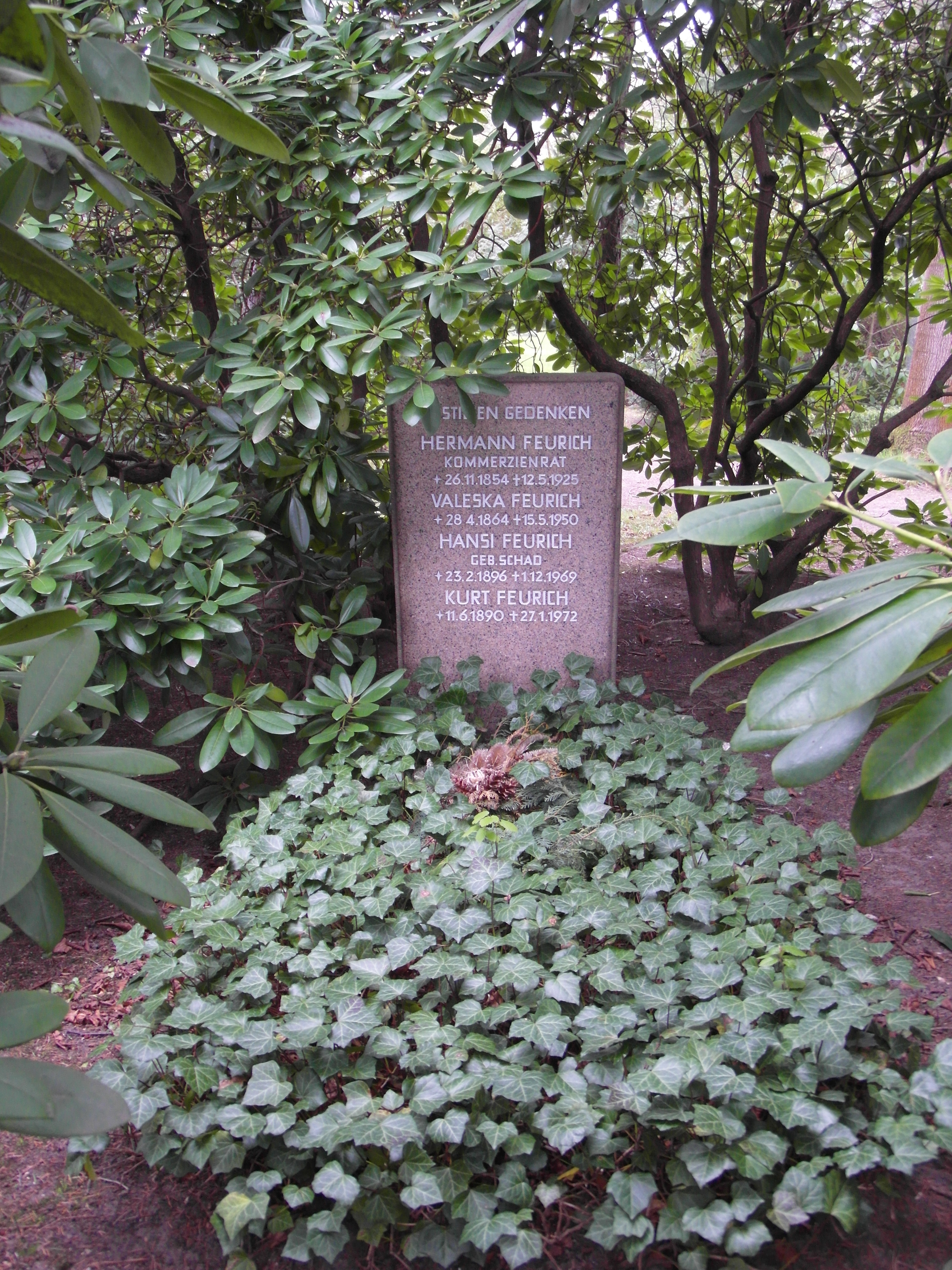
Familiengrabstätte Hermann Heinrich Feurich

Nach seiner Schulausbildung trat er als Lehrling zu Ostern 1871 in das väterliche Fabrikgeschäft, Herstellung von Klavieren, ein. Nach Beendigung der Lehrzeit ging er auf Reisen, um sich durch praktisches Studium in deutschen und ausländischen Pianofortefabriken wie z. B. Wien und Petersburg weiter zu bilden. Mit ausgezeichneten Fachkenntnissen als Klavierbauer und einer kaufmännischen Ausbildung kehrte er 1876 nach Leipzig in das väterliche Geschäft zurück. Nach einer Einarbeitungszeit in die Bedürfnisse des Unternehmens wurde er 1878 Prokurist und 1884 Teilhaber in der Firma. Am 26. Mai 1884 heiratete er Valeska Agnes Emilie geb. Seiffert.
Nach Rücktritt des Vaters übernahm Hermann Feurich als einziger Sohn 1894 die deutsche Klavierfabrik Feurich. Sein Vater Julius Gustav Feurich (1821–1900) gründete die Pianofortefabrik Feurich 1851 in Leipzig. Julius Gustav Feurich und Hermann Heinrich Feurich bekamen im Königreich Sachsen das Hofprädikat Königlich Sächsischer Hoflieferant. Die Klaviere Feurich wurden in alle Welt verkauft bis nach Südamerika und Australien. Ab dem Eintritt von Hermann Feurich in das Unternehmen wurden auch Flügel hergestellt. Weil die Nachfrage nach Feurich'schen Instrumenten groß war, entstand 1913 ein neues Werk in Leutzsch bei Leipzig. Vorher fertigte man ausschließlich in Leipzig in der Kolonnadenstraße 30. Im Frühjahr 1918 wurde Hermann Feurich zum Kgl. Sächs. Kommerzienrat ernannt.
Hermann Feurich war Gründer und 1. Vorsitzender im Verein Verband Deutscher Pianofortefabrikanten e.V. Ebenso war er in der Berufsgenossenschaft der Musikinstrumente-Industrie, seid ihrer Errichtung 1885, ehrenamtlich tätig. Mehrere Jahre war er auch Mitglied der Leipziger Handelskammer.
1918 gründete er mit seinen Söhnen Julius jun. (Lebensdaten unbekannt) und Erich (1888–1964) eine offene Handelsgesellschaft (OHG).
Am 15. Mai 1925 stirbt er unerwartet mit 71 Jahren an einem Herzschlag, an seiner Stelle trat die Witwe Valeska (geb. Seiffert) als Gesellschafterin in die Firma ein.
Das Familiengrab befindet sich auf dem Südfriedhof in Leipzig.